# Irkut-3
Irkut-3 (ros. «Иркут-3») – rosyjski dron przeznaczony do obserwacji.

## Historia
Dron został oblatany w 2009 r., jest konstrukcją opracowaną przez przedsiębiorstwo Irkut (ros. ПАО Корпорация «Иркут»). Jako jego główne zastosowanie przewidziano całodobowe monitorowanie terenu niezależnie od warunków pogodowych. Przenoszone wyposażenie pozwala mu na wykonywanie zdjęć i filmów w zakresie światła widzialnego i termowizji oraz przesyłanie ich w czasie rzeczywistym do operatora. Ponadto urządzenie określa współrzędne zidentyfikowanych obiektów naziemnych.
Przygotowanie maszyny do lotu zajmuje obsłudze ok. 15 min. Start następuje z ręki operatora, lądowanie z wykorzystaniem spadochronu.